# أرت دوناهو
أرت دوناهو (بالإنجليزية: Art Donahue)‏ هو طيار جوي ‏ أمريكي، ولد في 29 يناير 1913 في سانت تشارلز في الولايات المتحدة، وتوفي في 11 سبتمبر 1942 في بحر المانش في المملكة المتحدة بسبب قتل في المعركة.